# HD 7853
HD 7853 är en dubbelstjärna belägen i den mellersta delen av stjärnbilden Andromeda.  Den har en kombinerad skenbar magnitud av ca 6,50 och kräver åtminstone en handkikare för att kunna observeras. Baserat på parallaxmätning inom Hipparcosuppdraget på ca 7,8 mas, beräknas den befinna sig på ett avstånd på ca 420 ljusår (ca 130 parsek) från solen. Den rör sig bort från solen med en heliocentrisk radialhastighet på ca 5 km/s.

## Egenskaper
Primärstjärnan HD 7853 A är en vit till blå stjärna i huvudserien av spektralklass kA5hF1mF2 och är en Am-stjärna som i dess spektrum har ovanliga metalliska absorptionslinjer. Spektralklassen anger att stjärnan skulle ha en spektralklass på A5 om den endast baserades på kalcium K-linjen, F2 om den baseras på linjerna för andra metaller och F1 om den baseras på absorptionslinjerna för väte. Den har en radie som är ca 2,5 solradier och har ca 21 gånger solens utstrålning av energi från dess fotosfär vid en genomsnittlig effektiv temperatur av ca 7 600 K.
Följeslagaren HD 7853 B är en stjärna som har en radie som är ca 1,3 solradier och har ca 2,3 gånger solens utstrålning av energi från dess fotosfär vid en genomsnittlig effektiv temperatur av ca 6 200 K.  De två stjärnorna ligger separerade med 6 bågsekunder ifrån varandra och följeslagaren är tre magnituder svagare än primärstjärnan.